# Sofia Clochișner
Sofia Clochișner (n. 12 ianuarie 1949, Chișinău, RSS Moldovenească, URSS) este o fiziciană din Republica Moldova.
A studiat la Universitatea de Stat din Chișinău, specialitatea fizică teoretică, pe care a absolvit-o în 1971. În 1980 a devenit doctor în științe fizico-matematice, iar în 1994 a devenit doctor habilitat.
A fost șefă de laborator la Institutul de Fizică Aplicată al Academiei de Științe a Moldovei și, concomitent, profesor invitat la universitățile din Berlin și Paris. În martie 2018, era cercetător științific principal la Laboratorul Fizica Compușilor Semiconductori „Sergiu Rădăuțan”. A participat la congrese consacrate fizicii corpului solid (Italia, Spania, SUA, Israel, Moscova ș.a.). Este autoare a peste 150 lucrări științifice.